# Alicia Perrers
Alicia Perrers (en inglés, Alice Perrers; Hertfordshire, 1348-1400) fue amante del rey Eduardo III de Inglaterra. Lo conoció como dama de compañía de la esposa de Eduardo, la reina Felipa de Henao. Como resultado de su relación, adquirió numerosas propiedades.

## Vida y familia
Perrers nació en 1348 y sirvió como dama de compañía de Felipa de Henao, reina de Inglaterra. Se convirtió en la amante del marido de Felipa, el rey Eduardo III de Inglaterra, en 1363, cuando tenía quince años de edad; esto ocurrió seis años antes de que muriera la reina. El escándalo no se hizo público hasta después de muerte de la reina, cuando el rey colmó de regalos a Alicia Perrers. Le dio propiedades e incluso una selección de las joyas de la difunta reina. Vestida con ropajes dorados, Perrers fue exhibida como "La Dama del Sol" a petición del rey.
En fecha desconocida, se casó con Sir William Windsor, un caballero de Westmorland. Era teniente real en Irlanda, lo que significaba que estaba ausente de Inglaterra durante largos períodos de tiempo. Según Charles Cawley, Perrers tuvo tres hijos ilegítimos del rey Eduardo III: un hijo llamado John de Southeray (h. 1364-1383), que se casó con Maud Percy, hija de Henry Percy, tercer barón de Percy, y su primera esposa María de Lancaster; y dos hijas: Jane, que se casó con Richard Northland, y Joan, quien casó con Robert Skerne.

## Tierras
Aunque a Perrers le dieron muchos regalos y tierras, su éxito financiero fue en gran medida logrado con su propio esfuerzo. Algunos contemporáneos alegaron que había seducido a un rey senil para obtener bienes y propiedades, pero la mayor parte de sus adquisiciones se deben a su propia inteligencia, habilidad para los negocios y el uso de contactos, y se convirtió en una terrateniente de éxito. En cierto momento, Perrers controlaba más de 56 mansiones alrededor de Londres, sólo 15 de ellas eran regalos. Entre otras propiedades, Perrers poseía la mansión de Gains (probablemente en Upminster) en Essex (en cuyo condado su padre, Ricardo de Perrers, fue sheriff durante muchos años); en 1367, retuvo la custodia de las tierras de Robert de Tiloil; y el 30 de junio de 1368, Perrers y sus herederos recibieron un lote de tierra llamado "Manylawes."

## Influencia en la literatura
Se cree que Perrers sirvió de modelo para la Mujer de Bath de Chaucer, que aparece en Los cuentos de Canterbury. Su influencia en la literatura pudo haber llegado a la Lady Mede de William Langland en Piers Plowman. En esa obra, la Dama representa, para el narrador soñador, una mujer de alto estatus, una adornada con joyas y finos ropajes, pero también una distracción y una diversión respecto a la moral decente. Perrers también tuvo gran influencia en la vida de Chaucer y lo apoyó ampliamente.

## Exilio
Perrers y el abad de St. Albans disputaron por una tierra. Se difundió el rumor malicioso de que estaba confabulado con un mago cuyas pociones provocaban la excitación sexual del rey, pero lo cierto es que nunca llegaron a procesarla por brujería, atribuyéndose el malicioso rumor al poco amistoso cronista de St. Albans. Antes de la muerte del rey Eduardo III en 1377, pocos la habrían perseguido o desafiado, pero eso cambió en 1376, cuando se la enjuició por corrupción y posteriormente se la desterró del reino por el Buen Parlamento, y sus tierras fueron confiscadas.  Más tarde pudo regresar a Inglaterra y trabajar para recuperar algunas de sus tierras.

## Retratos de ficción
Alicia Perrers es la protagonista de la novela de Emma Campion, The King's Mistress. Aparece en la novela de Anya Seton, Katherine. Alicia Perrers es el personaje principal en la novela de Vanora Bennett titulada The People's Queen, que fue publicada por vez primera en 2010. Aparece en una novela histórica alemana, Das Laecheln der Fortuna, de Rebecca Gablé. Y aparece como la protagonista de la novela de 2012 The King's Concubine de Anne O'Brien.